# Giovanna la pallida (film 1911)
Giovanna la pallida è un cortometraggio del 1911 diretto e interpretato da Gennaro Righelli.